# Surf Coast Classic
Surf Coast Classic je jednodenní cyklistický závod konaný v australském městě Torquay a okolí. První ročník závodu se konal pod názvem Race Torquay v roce 2020 jako součást UCI Oceania Tour na úrovni 1.1. V roce 2024 byl mužský závod přejmenován na Surf Coast Classic a ženský na Geelong Classic.

## Seznam vítězů

### Mužský závod
| Rok  | Země                                           | Jezdec                                         | Tým                                            |
| ---- | ---------------------------------------------- | ---------------------------------------------- | ---------------------------------------------- |
| 2020 | Irsko                                          | Sam Bennett                                    | Deceuninck–Quick-Step                          |
| 2021 | Nejelo se kvůli pandemii covidu-19 v Austrálii | Nejelo se kvůli pandemii covidu-19 v Austrálii | Nejelo se kvůli pandemii covidu-19 v Austrálii |
| 2022 | Nejelo se kvůli pandemii covidu-19 v Austrálii | Nejelo se kvůli pandemii covidu-19 v Austrálii | Nejelo se kvůli pandemii covidu-19 v Austrálii |
| 2023 | Nejelo se kvůli křížení se se dnem Austrálie   | Nejelo se kvůli křížení se se dnem Austrálie   | Nejelo se kvůli křížení se se dnem Austrálie   |
| 2024 | Eritrea                                        | Biniam Girmay                                  | Intermarché–Wanty                              |

### Ženský závod
| Rok  | Země                                           | Jezdec                                         | Tým                                            |
| ---- | ---------------------------------------------- | ---------------------------------------------- | ---------------------------------------------- |
| 2020 | Austrálie                                      | Brodie Chapman                                 | FDJ Nouvelle-Aquitaine Futuroscope             |
| 2021 | Nejelo se kvůli pandemii covidu-19 v Austrálii | Nejelo se kvůli pandemii covidu-19 v Austrálii | Nejelo se kvůli pandemii covidu-19 v Austrálii |
| 2022 | Nejelo se kvůli pandemii covidu-19 v Austrálii | Nejelo se kvůli pandemii covidu-19 v Austrálii | Nejelo se kvůli pandemii covidu-19 v Austrálii |
| 2023 | Nejelo se kvůli křížení se se dnem Austrálie   | Nejelo se kvůli křížení se se dnem Austrálie   | Nejelo se kvůli křížení se se dnem Austrálie   |
| 2024 | Itálie                                         | Sofia Bertizzolo                               | UAE Team ADQ                                   |